# Margherita di Provenza
Margherita di Provenza (Forcalquier, primavera 1221 – Parigi, 20 dicembre 1295) è stata regina consorte di Francia dal 1234 al 1270.

## Origine
Come riportato dal Vincentii Bellovacensis Memoriale Omnium Temporum era la figlia primogenita del conte di Provenza e conte di Forcalquier, Raimondo Berengario IV e della moglie (come risulta dalla cronaca del monaco benedettino inglese, cronista della storia inglese, Matteo Paris (1200 – 1259), quando descrive il matrimonio della figlia Eleonora con il re d'Inghilterra, Enrico III), Beatrice di Savoia (1206 – 1266), che, secondo il documento n° 49 del Peter der Zweite Graf von Savoyen, Markgraf in Italien, sein Haus und seine Lande, dello storico, Ludwig Wurstenberger, era figlia del Conte di Savoia, d'Aosta e di Moriana, Tommaso I (1177 – 1233) e della moglie, Beatrice Margherita di Ginevra (1180 – 1257), che secondo la Chronica Albrici Monachi Trium Fontium era figlia di Guglielmo I di Ginevra e di Margherita Béatrice di Faucigny.
Raimondo Berengario IV di Provenza, secondo la Historia Comitum Provinciae era l'unico figlio maschio del consorte dell'erede della contea di Forcalquier e conte di Provenza, Alfonso II e di sua moglie, Garsenda di Sabran, figlia del Signore di Caylar e d'Ansouis, Raniero († dopo il 1209) appartenente alla famiglia de Sabran e di Garsenda di Forcalquier ( - prima del 1193), l'unica figlia del Conte di Forcalquier, Guglielmo IV d'Urgell e di Adelaide di Bezieres, di cui non si conoscono gli ascendenti.

## Biografia
Margherita nacque nel 1221 da Raimondo Berengario IV e Beatrice di Savoia, sue sorelle minori erano Eleonora di Provenza, che sposò Enrico III d'Inghilterra, Sancha di Provenza, che sposò Riccardo di Cornovaglia e Beatrice di Provenza che andò in moglie a Carlo I d'Angiò. 
Margherita era particolarmente legata alla sorella Eleonora, di soli due anni minore di lei, con la quale mantenne rapporti affettuosi. Tutte le sorelle andarono in moglie a futuri sovrani o altrettanto importanti nobili inglesi o francesi con lo scopo di mantenere vivo il Trattato di Parigi siglato nel 1229 con lo scopo di porre fine alla Crociata albigese.

### Regina di Francia

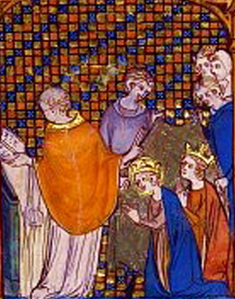
Il matrimonio di Margherita con Luigi IX.

La regina madre di Francia, Bianca di Castiglia, con lo scopo di legare sempre di più la Provenza al regno di Francia, combinò il matrimonio tra suo figlio, il re di Francia, Luigi IX, che, nel 1226, era succeduto al padre Luigi VIII, e Margherita, di sette anni più giovane di lui. Il 30 aprile 1234 a Sisteron, il conte e la contessa di Provenza, genitori di Margherita, riconobbero alla figlia una dote di 8000 marchi d'argento, da pagarsi entro il 1º novembre 1239 e diedero in pegno alla corona di francia il castello di Tarascona e le sue rendite.
Il matrimonio, come riportato dal Vincentii Bellovacensis Memoriale Omnium Temporum, fu celebrato il 27 maggio 1234 e Margherita venne incoronata il giorno seguente, nella cattedrale di Saint-Étienne a Sens, la stessa dove era stato celebrato il matrimonio.
Il documento n° XXIII delle Instrumenta della Gallia Christiana Novissima, Tome I, Aix, ci conferma che Raimondo Berengario il 17 maggio fece i dovuti preparativi per la dote di Margherita.
Descritta dai cronisti come irrequieta ed arrogante, Margherita tentò inutilmente di portare a corte un considerevole numero di suoi compatrioti provenzali, in quanto Luigi la sorvegliò sempre da vicino e si lasciò influenzare dalla moglie solo nei suoi rapporti con l'Inghilterra. Le cronache non riportano soltanto note relativa al suo carattere, ma anche alla sua persona, Margherita viene infatti ricordata come una bella donna, dai colori scuri e begli occhi, stesse caratteristiche che condivideva con le sorelle.
Quando, nel 1245, suo padre, Raimondo Berengario IV, morì, come da suo testamento (come ci conferma il documento riportato a pagina 485 del Matthæi Parisiensis, Monachi Sancti Albani, Chronica Majora, vol IV, lasciò i titoli di contessa di Provenza e Forcalquier alla figlia più giovane, non ancora sposata, Beatrice,. Il testamento redatto da Raimondo Berengario IV, il 20 giugno 1238 a Sisteron, si trova nelle Layettes du Trésor des Chartes, vol. II, contrassegnato come documento n° 2719.
Margherita con le sorelle, Eleonora, moglie del re d'Inghilterra, Enrico III, e Sancha, moglie di Riccardo di Cornovaglia avrebbero desiderato dividere i feudi paterni con la sorella minore, Beatrice, ma il fratello di Luigi IX il Santo, Carlo d'Angiò, conte d'Angiò e del Maine, che il Papa Innocenzo IV aveva contribuito a scegliere come marito per Beatrice di Provenza, invase la Provenza e non la volle più spartire; per cui i rapporti di Carlo d'Angiò con le tre sorelle defraudate furono sempre molto tesi.

### Il regno e la morte

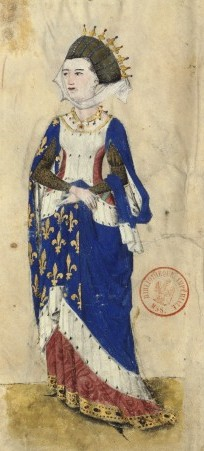
Margherita di Provenza

Margherita seguì il marito nella Settima crociata e partì con lui, nel 1248, e, dopo una sosta di sei mesi a Cipro, raggiunse l'Egitto, nel 1249, e, dopo la conquista di Damietta in giugno, la sconfitta nella battaglia di Mansura, l'8-11 febbraio 1250, e una breve prigionia del marito, nella primavera del 1251, la coppia reale si stabilì in Terra santa e vi rimase sino al 1254, dove Margherita partorì tre dei suoi figli: Giovanni Tristano, Pietro e Bianca.
I cronacotecari del tempo descrivono il coraggio che Margherita mostrò nel periodo in cui il marito rimase prigioniero in Egitto, ella si attivò perché i cristiani di Damietta avessero cibo sufficiente e si spinse persino a chiedere al cavaliere che le faceva da guardia alla camera da letto di uccidere lei e il figlio Giovanni se fossero stati sul punto di cadere in mano agli arabi. Ella riuscì anche a convincere alcuni uomini che stavano per lasciare Damietta a rimanere per difenderla.
Il carisma che aveva saputo esercitare durante la crociata le diede, al ritorno in patria, un relativo prestigio politico tanto che le venne chiesto di mediare alcune dispute. Margherita temeva le ambizioni del cognato Carlo e rafforzò per questo il legame che la univa non solo alla sorella Eleonora, ma anche a suo marito Enrico quale contrappeso alle mire dell'altro. Nel 1254 i reali inglesi furono invitati a passare il Natale in Francia, nel 1259 le implementate relazioni fra le due case regnanti diedero luogo a una seconda stesura del trattato di Parigi, la stessa Margherita fu presente alla firma del nuovo trattato insieme alle sorelle e alla madre.
In anni più tardi Margherita sembrò vessare il marito con le proprie ambizioni, ella sembra nutrire davvero ambizioni di tipo politico, ma in un qualche modo queste erano viziate da una certa dose di incapacità. Dopo la morte del primogenito Luigi, avvenuta nel 1260, Margherita indusse l'altro figlio Filippo a formulare un voto secondo il quale egli sarebbe rimasto sotto la sua tutela fino ai trent'anni, indipendentemente dall'età in cui sarebbe salito al trono. Quando Luigi lo scoprì egli chiese immediatamente al Papa Alessandro IV di liberarlo dal giuramento che era stato formulato senza che egli ne fosse a conoscenza e non lo aveva, quindi, autorizzato, il pontefice acconsentì prontamente e Margherita fu privata di quell'autorità.
Alla morte di sua madre, Beatrice di Savoia, che, secondo le Chartes du diocèse de Maurienne, Documents publiés par l'académie royale de Savoie, Vol. II, Beatrice di Savoia (vidua dna comitssa Provincie) morì il 4 gennaio (Januarius II Non) del 1267, Margherita con la sorella, Eleonora, ereditarono i beni della madre, come previsto dai due testamenti redatti da Beatrice di Savoia (il testamento redatto il 22 febbraio ad Ambiani, in cui rammenta anche di una proprietà lasciata all'ordine dei Cavalieri Ospitalieri, è riportato come documento n° 639 del Peter der Zweite Graf von Savoyen, Markgraf in Italien, sein Haus und seine Lande, dello storico, Ludwig Wurstenberge).
Il marito, Luigi IX, morì qualche anno dopo, il 25 agosto 1270, durante l'Ottava crociata. In quell'occasione Margherita era rimasta in Francia e, dopo essere rimasta vedova, secondo il Chronicon Guillelmi de Nangiaco si ritirò in un monastero vicini a Parigi (Parisius apud sanctum Marcellum cœnobium sororum minorum), comunque ella rimase sempre legata alla sorella Eleonora con la quale rimase in contatto fino alla morte di lei avvenuta nel 1291.
Margherita (regina Franciæ Margareta) morì a Parigi il 30 dicembre del 1295, venticinque anni dopo il marito, come riporta ancora il Chronicon Guillelmi de Nangiaco e venne seppellita nelle vicinanze dello sposo, nella Basilica di Saint-Denis ("in ecclesia sancti Dionysii in Francia juxta regem sanctissimum Ludovicum conjugem suum").
La sua tomba, sotto l'altare, non venne mai esplicitamente contrassegnata il che, probabilmente, spiega perché fu l'unica tomba reale a non venire saccheggiata durante la Rivoluzione francese.

## Discendenza
Margherita, dopo aver subito due aborti (spontanei), diede a Luigi undici figli:
- Bianca (1240-1243), che, secondo la Ex brevi Chronico ecclesiæ S. Dionysii, era la primogenita[27];
- Isabella[27] (1241-1271), sposa di Tebaldo II, re di Navarra[28];
- Luigi (1243-1260) che, secondo la Ex brevi Chronico ecclesiæ S. Dionysii, era il maschio primogenito[27];
- Filippo l'Ardito[27] (1245-1285), re di Francia[28], sposo prima di Isabella d'Aragona, poi di Maria di Brabante;
- Giovanni (1248);
- Giovanni Tristano[29] (1250-1270), conte di Valois, sposo di Iolanda di Borgogna, contessa di Nevers[28];
- Pietro[28] (1251-1284), che secondo la Chronique anonyme des rois de France, fu conte d'Alençon[28] e di Perche, sposo di Jeanne de Châtillon, contessa di Blois[28];
- Bianca (1253-1320), sposa dell'infante Ferdinando de la Cerda, figlio di Alfonso X di Castiglia[28];
- Margherita (1254-1271), sposa di Giovanni I, duca di Brabante[28];
- Roberto (1256-1318), conte di Clermont[28], sposo di Beatrice di Borgogna-Borbone[28], capostipite della dinastia dei Borbone;
- Agnese (1260-1325), sposa di Roberto II di Borgogna[28].

## Parentele incrociate
Margherita e la sorella Beatrice, che sposarono i fratelli Luigi IX di Francia e Carlo d'Angiò, divennero cognate, e viceversa per Luigi e Carlo. La stessa cosa successe alle altre due sorelle, figlie di Raimondo Berengario IV, Eleonora e Sancha, sposando i fratelli Enrico III d'Inghilterra e Riccardo di Cornovaglia, divennero cognate, e viceversa per Enrico e Riccardo.

## Ascendenza
|                                    |                       |                         | Genitori                          |  |  | Nonni |  |  | Bisnonni             |  |  | Trisnonni                            |  |
|                                    |                       |                         |                                   |  |  |       |  |  | Alfonso II d'Aragona |  |  | Raimondo Berengario IV di Barcellona |  |
|                                    |                       |                         |                                   |  |  |       |  |  | Alfonso II d'Aragona |  |  | Raimondo Berengario IV di Barcellona |  |
|                                    |                       | Petronilla di Aragona   |                                   |  |  |       |  |  | Alfonso II d'Aragona |  |  |                                      |  |
| Alfonso II di Provenza             |                       |                         |                                   |  |  |       |  |  | Alfonso II d'Aragona |  |  |                                      |  |
|                                    |                       | Sancha di Castiglia     | Alfonso VII di León               |  |  |       |  |  |                      |  |  |                                      |  |
|                                    |                       | Sancha di Castiglia     | Alfonso VII di León               |  |  |       |  |  |                      |  |  |                                      |  |
|                                    |                       | Sancha di Castiglia     | Richenza di Polonia               |  |  |       |  |  |                      |  |  |                                      |  |
| Raimondo Berengario IV di Provenza |                       | Sancha di Castiglia     |                                   |  |  |       |  |  |                      |  |  |                                      |  |
|                                    |                       | Rainou de Sabran        | Rostaing II de Sabran             |  |  |       |  |  |                      |  |  |                                      |  |
|                                    |                       | Rainou de Sabran        | Rostaing II de Sabran             |  |  |       |  |  |                      |  |  |                                      |  |
|                                    |                       | Rainou de Sabran        | Roscie, Dame d'Uzes               |  |  |       |  |  |                      |  |  |                                      |  |
| Garsenda di Provenza               |                       | Rainou de Sabran        |                                   |  |  |       |  |  |                      |  |  |                                      |  |
|                                    |                       | Garsenda di Forcalquier | Guglielmo IV di Forcalquier       |  |  |       |  |  |                      |  |  |                                      |  |
|                                    |                       | Garsenda di Forcalquier | Guglielmo IV di Forcalquier       |  |  |       |  |  |                      |  |  |                                      |  |
|                                    |                       | Garsenda di Forcalquier | Adelaide de Bezières              |  |  |       |  |  |                      |  |  |                                      |  |
| Margherita di Provenza             |                       | Garsenda di Forcalquier |                                   |  |  |       |  |  |                      |  |  |                                      |  |
|                                    | Umberto III di Savoia | Amedeo III di Savoia    |                                   |  |  |       |  |  |                      |  |  |                                      |  |
|                                    | Umberto III di Savoia | Amedeo III di Savoia    |                                   |  |  |       |  |  |                      |  |  |                                      |  |
|                                    | Umberto III di Savoia | Mahaut d'Albon          |                                   |  |  |       |  |  |                      |  |  |                                      |  |
| Tommaso I di Savoia                | Umberto III di Savoia |                         |                                   |  |  |       |  |  |                      |  |  |                                      |  |
|                                    |                       | Beatrice di Mâcon       | Gerard I, Conte di Mâcon e Vienne |  |  |       |  |  |                      |  |  |                                      |  |
|                                    |                       | Beatrice di Mâcon       | Gerard I, Conte di Mâcon e Vienne |  |  |       |  |  |                      |  |  |                                      |  |
|                                    |                       | Beatrice di Mâcon       | Guyonne de Salines                |  |  |       |  |  |                      |  |  |                                      |  |
| Beatrice di Savoia                 |                       | Beatrice di Mâcon       |                                   |  |  |       |  |  |                      |  |  |                                      |  |
|                                    |                       | Guglielmo I di Ginevra  | Amedeo I di Ginevra               |  |  |       |  |  |                      |  |  |                                      |  |
|                                    |                       | Guglielmo I di Ginevra  | Amedeo I di Ginevra               |  |  |       |  |  |                      |  |  |                                      |  |
|                                    |                       | Guglielmo I di Ginevra  | Mathilde de Cuiseaux              |  |  |       |  |  |                      |  |  |                                      |  |
| Margherita di Ginevra              |                       | Guglielmo I di Ginevra  |                                   |  |  |       |  |  |                      |  |  |                                      |  |
|                                    |                       | Beatrice de Faucigny    | Aimon I, Signore de Faucigny      |  |  |       |  |  |                      |  |  |                                      |  |
|                                    |                       | Beatrice de Faucigny    | Aimon I, Signore de Faucigny      |  |  |       |  |  |                      |  |  |                                      |  |
|                                    |                       | Beatrice de Faucigny    | Clemencia de Berançon             |  |  |       |  |  |                      |  |  |                                      |  |
|                                    |                       | Beatrice de Faucigny    |                                   |  |  |       |  |  |                      |  |  |                                      |  |

### Fonti primarie
- (LA)  Monumenta Germaniae Historica, Scriptores, Tomus XXIII.
- (LA)  Rerum Gallicarum et Francicarum Scriptores, tomus XIX.
- (LA)  Monumenta Germaniae Historica, Scriptores, Tomus XXIV.
- (LA)  Peter der Zweite Graf von Savoyen, Markgraf in Italien, sein Haus und seine Lande.
- (LA)  Matthæi Parisiensis, Monachi Sancti Albani, Chronica Majorar, vol. IV.
- (LA)  Matthæi Parisiensis, Monachi Sancti Albani, Chronica Majorar, vol. III.
- (LA)  Chartes du diocèse de Maurienne, vol. II.
- (LA)  Rerum Gallicarum et Francicarum Scriptores, tomus XX.
- (LA)  Rerum Gallicarum et Francicarum Scriptores, tomus XXIII.
- (LA)  Rerum Gallicarum et Francicarum Scriptores, tomus XXI.
- (LA) Layettes du Trésor des Chartes, vol. II', su gallica.bnf.fr.

### Letteratura storiografica
- Austin Lane Poole, L'interregno in Germania, in «Storia del mondo medievale», vol. V, 1999, pp. 128–152
- Charles Petit-Dutaillis, Luigi IX il Santo, in Storia del mondo medievale, vol. V, 1999, pp. 829–864
- E.F. Jacob, Inghilterra: Enrico III, in Storia del mondo medievale, vol. VI, 1999, pp. 198–234
- Hilda Johnstone, Francia: gli ultimi capetingi, in Storia del mondo medievale, vol. VI, 1999, pp. 569–607
- Paul Fournier, Il regno di Borgogna o d'Arles dall'XI al XV secolo, in «Storia del mondo medievale», vol. VII, 1999, pp. 383–410
- (FR)  Histoire générale des Alpes Maritimes ou Cottiènes par Marcellin Fornier, Continuation, Tome I.